# FK Šumperk
FK Šumperk (celým názvem: Fotbalový klub Šumperk) je český fotbalový klub, který sídlí v Šumperku v Olomouckém kraji. Založen byl v roce 1945 pod názvem SK Šumperk. Svůj současný název nese od roku 2015. Největším úspěchem klubu je účast ve 3. nejvyšší soutěži, od posledního ročníku (1960/61) však uplynulo více než 50 let. Od sezóny 2015/16 hraje moravskoslezskou divizi střídavě ve skupině D a skupině E. Klubové barvy jsou modrá a žlutá.
Své domácí zápasy odehrává na Tyršově stadionu v Šumperku s kapacitou 4 000 diváků.
Klub patří k významným mládežnickým akademiím v regionu. V roce 2019 se dva žákovské výběry (U12 a U13) probojovaly do finálového turnaje Ondrášovka Cupu, tedy podniku, který má oficiální status žákovského turnaje FAČR. Tým do 12 let skončil na 9. místě v zemi. V roce 2020 se novým předsedou klubu stal jeho někdejší hráč Ladislav Šabo. Ten nahradil Bořivoje Bartoše, který společně s Vladimírem Dostálem a dalšími funkcionáři dokázali postavit klub z těžké ekonomické krize až do nynější stabilizované podoby s bohatou mládežnickou základnou.

## Historické názvy

### SK / Lokomotiva / FK
Zdroj:
- 1945 – SK Šumperk (Sportovní klub Šumperk)
- 1949 – SK Železničáři Šumperk (Sportovní klub Železničáři Šumperk)
- 1951 – ČSD Šumperk (Československé státní dráhy Šumperk)
- 1953 – DSO Lokomotiva Šumperk (Dobrovolná sportovní organisace Lokomotiva Šumperk)
- 1957 – TJ Lokomotiva Šumperk (Tělovýchovná jednota Lokomotiva Šumperk)
- 1969 – fúze s TJ Pramet Šumperk ⇒ TJ Lokomotiva – Pramet Šumperk (Tělovýchovná jednota Lokomotiva – Pramet Šumperk)
- 2001 – FK SAN–JV Šumperk (Fotbalový klub SAN–JV Šumperk)
- 2015 – FK Šumperk (Fotbalový klub Šumperk)[5]

### Baník / Pramet (1953 – 1969)
Zdroj:
- 1953 – DSO Baník Šumperk (Dobrovolná sportovní organisace Baník Šumperk)
- 1957 – TJ Pramet Šumperk (Tělovýchovná jednota Pramet Šumperk)
- 1969 – fúze s TJ Lokomotiva Šumperk ⇒ zánik

## Umístění v jednotlivých sezonách
Stručný přehled
Zdroj:
- 1951: Krajská soutěž – Olomouc
- 1960–1961: Severomoravský krajský přebor
- 1969–1971: I. A třída Středomoravské župy – sk. A
- 1971–1972: Středomoravský župní přebor
- 1987–1988: Severomoravský krajský přebor
- 1991–1994: Hanácký župní přebor
- 1994–1995: I. A třída Hanácké župy – sk. B
- 1995–1996: Hanácký župní přebor
- 1996–2001: Divize E
- 2001–2002: Hanácký župní přebor
- 2002–2008: Přebor Olomouckého kraje
- 2008–2014: Divize E
- 2014–2015: Přebor Olomouckého kraje
- 2015–2016: Divize D
- 2016–2017: Divize E
- 2017–2018: Divize D
- 2018–2023: Divize E
- 2023–2024: Divize F
- 2024–: Divize E

Jednotlivé ročníky
Zdroj:
Legenda: Z - zápasy, V - výhry, R - remízy, P - porážky, VG - vstřelené góly, OG - obdržené góly, +/- - rozdíl skóre, B - body, červené podbarvení - sestup, zelené podbarvení - postup, fialové podbarvení - reorganizace, změna skupiny či soutěže
| Československo (1951 – 1993) |                                        |        |    |     |     |     |     |     |     |    |        |
| Sezóny                       | Liga                                   | Úroveň | Z  | V   | R   | P   | VG  | OG  | +/- | B  | Pozice |
| 1951                         | Krajská soutěž – Olomouc               | 2      | 18 | 4   | 2   | 12  | 35  | 69  | −34 | 10 | 9.     |
| ...                          |                                        |        |    |     |     |     |     |     |     |    |        |
| 1960/61                      | Severomoravský krajský přebor          | 3      | 26 | 3   | 7   | 16  | 27  | 62  | −35 | 13 | 14.    |
| ...                          |                                        |        |    |     |     |     |     |     |     |    |        |
| 1969/70                      | I. A třída Středomoravské župy – sk. A | 6      | 26 | 12  | 8   | 6   | 46  | 34  | +12 | 32 | 3.     |
| 1970/71                      | I. A třída Středomoravské župy – sk. A | 6      | 26 | ... | ... | ... | ... | ... | ... |    | 1.     |
| 1971/72                      | Středomoravský župní přebor            | 5      | 26 | 5   | 2   | 19  | 26  | 69  | −43 | 12 | 13.    |
| ...                          |                                        |        |    |     |     |     |     |     |     |    |        |
| 1987/88                      | Severomoravský krajský přebor          | 5      | 30 | 9   | 3   | 18  | 45  | 53  | −8  | 21 | 16.    |
| ...                          |                                        |        |    |     |     |     |     |     |     |    |        |
| 1991/92                      | Hanácký župní přebor                   | 5      | 26 | 10  | 3   | 13  | 29  | 44  | −15 | 23 | 11.    |
| 1992/93                      | Hanácký župní přebor                   | 5      | 26 | 7   | 9   | 10  | 40  | 44  | −4  | 23 | 7.     |
| Česko (1993 – )              |                                        |        |    |     |     |     |     |     |     |    |        |
| Sezóna                       | Liga                                   | Úroveň | Z  | V   | R   | P   | VG  | OG  | +/- | B  | Pozice |
| 1993/94                      | Hanácký župní přebor                   | 5      | 30 | 8   | 6   | 16  | 27  | 40  | −13 | 22 | 15.    |
| 1994/95                      | I. A třída Hanácké župy – sk. B        | 6      | 26 | 15  | 8   | 3   | 50  | 17  | +33 | 53 | 1.     |
| 1995/96                      | Hanácký župní přebor                   | 5      | 28 | 18  | 6   | 4   | 64  | 30  | +34 | 60 | 2.     |
| 1996/97                      | Divize E                               | 4      | 30 | 9   | 10  | 11  | 36  | 44  | −8  | 37 | 11.    |
| 1997/98                      | Divize E                               | 4      | 30 | 10  | 8   | 12  | 45  | 54  | −9  | 38 | 10.    |
| 1998/99                      | Divize E                               | 4      | 30 | 8   | 8   | 14  | 33  | 41  | −8  | 32 | 14.    |
| 1999/00                      | Divize E                               | 4      | 30 | 8   | 8   | 14  | 33  | 52  | −19 | 32 | 13.    |
| 2000/01                      | Divize E                               | 4      | 30 | 2   | 1   | 27  | 22  | 103 | −81 | 7  | 16.    |
| 2001/02                      | Hanácký župní přebor                   | 5      | 30 | 7   | 8   | 15  | 31  | 49  | −18 | 29 | 15.    |
| 2002/03                      | Přebor Olomouckého kraje               | 5      | 30 | 9   | 6   | 15  | 39  | 47  | −8  | 33 | 13.    |
| 2003/04                      | Přebor Olomouckého kraje               | 5      | 30 | 14  | 3   | 13  | 64  | 54  | +10 | 45 | 6.     |
| 2004/05                      | Přebor Olomouckého kraje               | 5      | 28 | 10  | 5   | 13  | 40  | 43  | −3  | 35 | 10.    |
| 2005/06                      | Přebor Olomouckého kraje               | 5      | 30 | 18  | 8   | 4   | 75  | 35  | +40 | 62 | 3.     |
| 2006/07                      | Přebor Olomouckého kraje               | 5      | 30 | 18  | 4   | 8   | 71  | 40  | +31 | 58 | 3.     |
| 2007/08                      | Přebor Olomouckého kraje               | 5      | 30 | 23  | 2   | 5   | 76  | 32  | +44 | 71 | 1.     |
| 2008/09                      | Divize E                               | 4      | 30 | 18  | 9   | 3   | 62  | 26  | +36 | 63 | 2.     |
| 2009/10                      | Divize E                               | 4      | 30 | 15  | 6   | 9   | 45  | 31  | +14 | 51 | 5.     |
| 2010/11                      | Divize E                               | 4      | 28 | 15  | 5   | 8   | 55  | 35  | +20 | 50 | 2.     |
| 2011/12                      | Divize E                               | 4      | 30 | 16  | 5   | 9   | 56  | 36  | +20 | 53 | 4.     |
| 2012/13                      | Divize E                               | 4      | 30 | 12  | 7   | 11  | 51  | 41  | +10 | 43 | 6.     |
| 2013/14                      | Divize E                               | 4      | 30 | 5   | 11  | 14  | 33  | 56  | −23 | 26 | 16.    |
| 2014/15                      | Přebor Olomouckého kraje               | 5      | 30 | 20  | 6   | 4   | 58  | 23  | +35 | 66 | 2.     |
| 2015/16                      | Divize D                               | 4      | 30 | 11  | 6   | 13  | 44  | 46  | −2  | 39 | 9.     |
| 2016/17                      | Divize E                               | 4      | 30 | 13  | 2   | 15  | 52  | 52  | 0   | 41 | 9.     |
| 2017/18                      | Divize D                               | 4      | 28 | 14  | 4   | 10  | 52  | 35  | +17 | 46 | 5.     |
| 2018/19                      | Divize E                               | 4      | 30 | 7   | 7   | 16  | 35  | 59  | –24 | 28 | 14.    |
| 2019/20**                    | Divize E                               | 4      | 13 | 4   | 0   | 9   | 17  | 33  | –16 | 12 | 12.    |
| 2020/21**                    | Divize E                               | 4      | 9  | 3   | 1   | 5   | 18  | 17  | +1  | 10 | 10.    |
| 2021/22                      | Divize E                               | 4      | 26 | 11  | 3   | 12  | 41  | 44  | -3  | 36 | 8.     |
| 2022/23                      | Divize E                               | 4      | 26 | 8   | 4   | 14  | 33  | 49  | -16 | 28 | 12.    |
| 2023/24                      | Divize F                               | 4      | 30 | 13  | 6   | 11  | 50  | 33  | +17 | 45 | 9.     |
| 2024/25                      | Divize E                               | 4      | 28 | 9   | 6   | 13  | 41  | 50  | –9  | 33 | 9.     |

**= sezona předčasně ukončena z důvodu pandemie covidu-19.